# 1932
Il 1932 (MCMXXXII in numeri romani) è un anno bisestile del XX secolo.

## Eventi
- Italia: l'architetto Giuseppe Terragni inizia a Como la costruzione della Casa del Fascio, completata nel 1936, capolavoro del Razionalismo italiano.
- Stati Uniti: a Lake Placid si tengono i III Giochi olimpici invernali e a Los Angeles i Giochi della X Olimpiade.
- Viene prodotta la prima pellicola technicolor
- Vladimir Koz'mič Zvorykin inventa la telecamera elettronica.
- James Chadwick scopre il neutrone, che gli valse la Medaglia Hughes.
- 22 gennaio – El Salvador: una rivolta contadina viene soppressa con un massacro chiamato poi La Matanza.
- 23 gennaio – Italia: viene pubblicato il primo numero de La Settimana Enigmistica.
- 28 gennaio - 3 marzo - Cina: Guerra di Shangai.
- 7 maggio - Francia: il presidente Paul Doumer è ucciso da un emigrato russo, Pavel Gorguloff; il 10 maggio, è eletto presidente Albert Lebrun.
- 12 maggio - Stati Uniti: viene trovato il corpo di Charles Lindbergh jr., rapito il 1º marzo.
- 15 maggio - Giappone: incidente del 15 maggio.
- 20 maggio - Austria : Engelbert Dolfuss diventa cancelliere.
- 21 maggio - Amelia Earhart è la prima aviatrice ad effettuare una trasvolata dell'Oceano Atlantico in solitaria, da Harbour Grace (Canada) a Culmore (irlanda del Nord).
- 24 giugno – Siam (ex nome dell'odierna Thailandia): inizia e finisce l'incruento colpo di Stato militare chiamato rivoluzione siamese del 1932, che porterà tre giorni dopo re Rama VII a firmare una costituzione provvisoria e trasformare il Paese in una monarchia costituzionale.
- 27 giugno – Siam: Rama VII firma la costituzione provvisoria e il Paese diventa una monarchia costituzionale.
- 30 giugno: posa della prima pietra della città di Littoria, oggi Latina.
- 7 luglio – Portogallo: António de Oliveira Salazar diventa Presidente del Consiglio. Lo resterà fino al 1968.
- 9 luglio – Svizzera: alla conferenza di Losanna si stabilisce di condonare alla Germania i pagamenti dovuti per le riparazioni di guerra.
- 13 luglio – Italia: il libro Storia d'Europa nel secolo decimonono di Benedetto Croce è condannato e messo all'Indice dei libri proibiti dalla Chiesa.
- 31 luglio – Germania: il Partito nazista ottiene alle elezioni la maggioranza relativa.
- 2 agosto – Stati Uniti: il primo positrone è scoperto da Carl Anderson.
- 6 agosto – Venezia: sulla terrazza dell'Hotel Excelsior si apre la prima edizione della Mostra Internazionale d'Arte Cinematografica di Venezia.
- 22 agosto: entra in esercizio la linea ferroviaria Rovato – Soncino, quarto nucleo della Ferrovia Cremona Iseo.
- 20 settembre – India: Gandhi inizia in prigione il suo primo sciopero della fame.
- 29 settembre – Bolivia/Paraguay: la lotta per i giacimenti di petrolio sfocia in una guerra aperta che durerà fino al 1935.
- 30 settembre – Germania: i nazisti costringono alla chiusura la scuola del Bauhaus.
- 28 ottobre: inaugurazione ufficiale della Rovato – Soncino e dell'esercizio della completa linea ferroviaria Cremona - Iseo.
- 7 novembre – Stati Uniti: le elezioni presidenziali vengono vinte da Franklin Delano Roosevelt, candidato del Partito democratico.
- 18 dicembre: viene fondata la città di Littoria, l'odierna Latina.
- 27 dicembre: inaugurazione del Radio City Music Hall di New York.

## Nati
Ci sono circa 2 200 voci su persone nate nel 1932; vedi la pagina Nati nel 1932 per un elenco descrittivo o la categoria Nati nel 1932 per un indice alfabetico.

## Morti
Ci sono circa 680 voci su persone morte nel 1932; vedi la pagina Morti nel 1932 per un elenco descrittivo o la categoria Morti nel 1932 per un indice alfabetico.

## Calendario
| Calendario 1932 | Calendario 1932 | Calendario 1932 | Calendario 1932 | Calendario 1932 | Calendario 1932 | Calendario 1932 | Calendario 1932 | Calendario 1932 | Calendario 1932 | Calendario 1932 | Calendario 1932 | Calendario 1932 | Calendario 1932 | Calendario 1932 | Calendario 1932 | Calendario 1932 | Calendario 1932 | Calendario 1932 | Calendario 1932 | Calendario 1932 | Calendario 1932 | Calendario 1932 | Calendario 1932 | Calendario 1932 | Calendario 1932 | Calendario 1932 | Calendario 1932 | Calendario 1932 | Calendario 1932 | Calendario 1932 | Calendario 1932 | Calendario 1932 |
| --------------- | --------------- | --------------- | --------------- | --------------- | --------------- | --------------- | --------------- | --------------- | --------------- | --------------- | --------------- | --------------- | --------------- | --------------- | --------------- | --------------- | --------------- | --------------- | --------------- | --------------- | --------------- | --------------- | --------------- | --------------- | --------------- | --------------- | --------------- | --------------- | --------------- | --------------- | --------------- | --------------- |
|                 | 1               | 2               | 3               | 4               | 5               | 6               | 7               | 8               | 9               | 10              | 11              | 12              | 13              | 14              | 15              | 16              | 17              | 18              | 19              | 20              | 21              | 22              | 23              | 24              | 25              | 26              | 27              | 28              | 29              | 30              | 31              |                 |
| Gennaio         | Ve              | Sa              | Do              | Lu              | Ma              | Me              | Gi              | Ve              | Sa              | Do              | Lu              | Ma              | Me              | Gi              | Ve              | Sa              | Do              | Lu              | Ma              | Me              | Gi              | Ve              | Sa              | Do              | Lu              | Ma              | Me              | Gi              | Ve              | Sa              | Do              |                 |
| Febbraio        | Lu              | Ma              | Me              | Gi              | Ve              | Sa              | Do              | Lu              | Ma              | Me              | Gi              | Ve              | Sa              | Do              | Lu              | Ma              | Me              | Gi              | Ve              | Sa              | Do              | Lu              | Ma              | Me              | Gi              | Ve              | Sa              | Do              | Lu              |                 |                 |                 |
| Marzo           | Ma              | Me              | Gi              | Ve              | Sa              | Do              | Lu              | Ma              | Me              | Gi              | Ve              | Sa              | Do              | Lu              | Ma              | Me              | Gi              | Ve              | Sa              | Do              | Lu              | Ma              | Me              | Gi              | Ve              | Sa              | Do              | Lu              | Ma              | Me              | Gi              |                 |
| Aprile          | Ve              | Sa              | Do              | Lu              | Ma              | Me              | Gi              | Ve              | Sa              | Do              | Lu              | Ma              | Me              | Gi              | Ve              | Sa              | Do              | Lu              | Ma              | Me              | Gi              | Ve              | Sa              | Do              | Lu              | Ma              | Me              | Gi              | Ve              | Sa              |                 |                 |
| Maggio          | Do              | Lu              | Ma              | Me              | Gi              | Ve              | Sa              | Do              | Lu              | Ma              | Me              | Gi              | Ve              | Sa              | Do              | Lu              | Ma              | Me              | Gi              | Ve              | Sa              | Do              | Lu              | Ma              | Me              | Gi              | Ve              | Sa              | Do              | Lu              | Ma              |                 |
| Giugno          | Me              | Gi              | Ve              | Sa              | Do              | Lu              | Ma              | Me              | Gi              | Ve              | Sa              | Do              | Lu              | Ma              | Me              | Gi              | Ve              | Sa              | Do              | Lu              | Ma              | Me              | Gi              | Ve              | Sa              | Do              | Lu              | Ma              | Me              | Gi              |                 |                 |
| Luglio          | Ve              | Sa              | Do              | Lu              | Ma              | Me              | Gi              | Ve              | Sa              | Do              | Lu              | Ma              | Me              | Gi              | Ve              | Sa              | Do              | Lu              | Ma              | Me              | Gi              | Ve              | Sa              | Do              | Lu              | Ma              | Me              | Gi              | Ve              | Sa              | Do              |                 |
| Agosto          | Lu              | Ma              | Me              | Gi              | Ve              | Sa              | Do              | Lu              | Ma              | Me              | Gi              | Ve              | Sa              | Do              | Lu              | Ma              | Me              | Gi              | Ve              | Sa              | Do              | Lu              | Ma              | Me              | Gi              | Ve              | Sa              | Do              | Lu              | Ma              | Me              |                 |
| Settembre       | Gi              | Ve              | Sa              | Do              | Lu              | Ma              | Me              | Gi              | Ve              | Sa              | Do              | Lu              | Ma              | Me              | Gi              | Ve              | Sa              | Do              | Lu              | Ma              | Me              | Gi              | Ve              | Sa              | Do              | Lu              | Ma              | Me              | Gi              | Ve              |                 |                 |
| Ottobre         | Sa              | Do              | Lu              | Ma              | Me              | Gi              | Ve              | Sa              | Do              | Lu              | Ma              | Me              | Gi              | Ve              | Sa              | Do              | Lu              | Ma              | Me              | Gi              | Ve              | Sa              | Do              | Lu              | Ma              | Me              | Gi              | Ve              | Sa              | Do              | Lu              |                 |
| Novembre        | Ma              | Me              | Gi              | Ve              | Sa              | Do              | Lu              | Ma              | Me              | Gi              | Ve              | Sa              | Do              | Lu              | Ma              | Me              | Gi              | Ve              | Sa              | Do              | Lu              | Ma              | Me              | Gi              | Ve              | Sa              | Do              | Lu              | Ma              | Me              |                 |                 |
| Dicembre        | Gi              | Ve              | Sa              | Do              | Lu              | Ma              | Me              | Gi              | Ve              | Sa              | Do              | Lu              | Ma              | Me              | Gi              | Ve              | Sa              | Do              | Lu              | Ma              | Me              | Gi              | Ve              | Sa              | Do              | Lu              | Ma              | Me              | Gi              | Ve              | Sa              |                 |

## Premi Nobel
In quest'anno sono stati conferiti i seguenti Premi Nobel:
- per la Letteratura: John Galsworthy
- per la Medicina: Edgar Douglas Adrian, Charles Scott Sherrington
- per la Fisica: Werner Karl Heisenberg
- per la Chimica: Irving Langmuir

## Arti
- 7 ottobre – Londra: Sir Thomas Beecham esegue il suo primo concerto alla Queen's Hall con la London Philharmonic Orchestra